# Osservatorio Astronomico di Roma

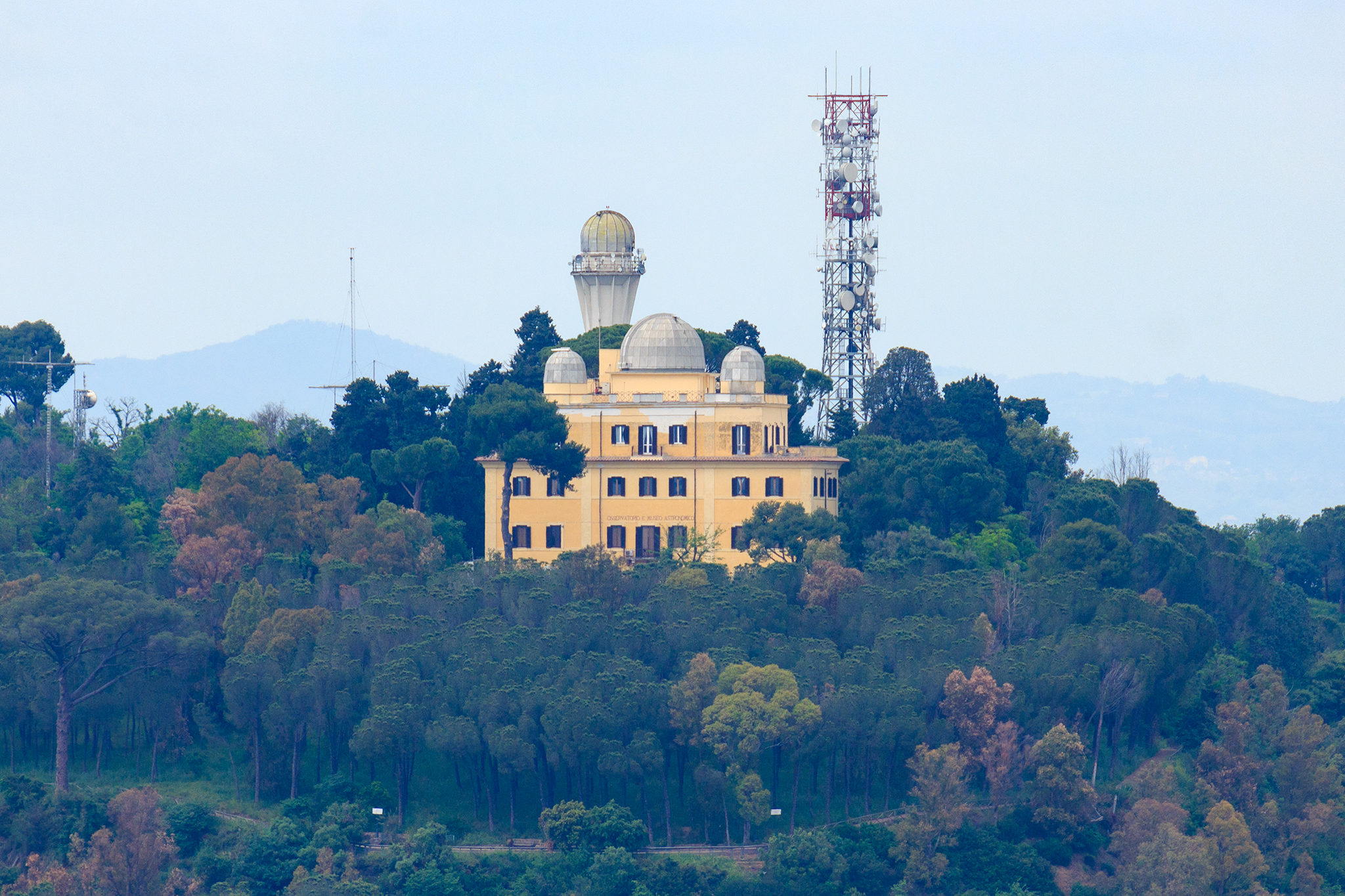
Osservatorio Astronomico di Roma Sede di Monte Mario, IAU code 034

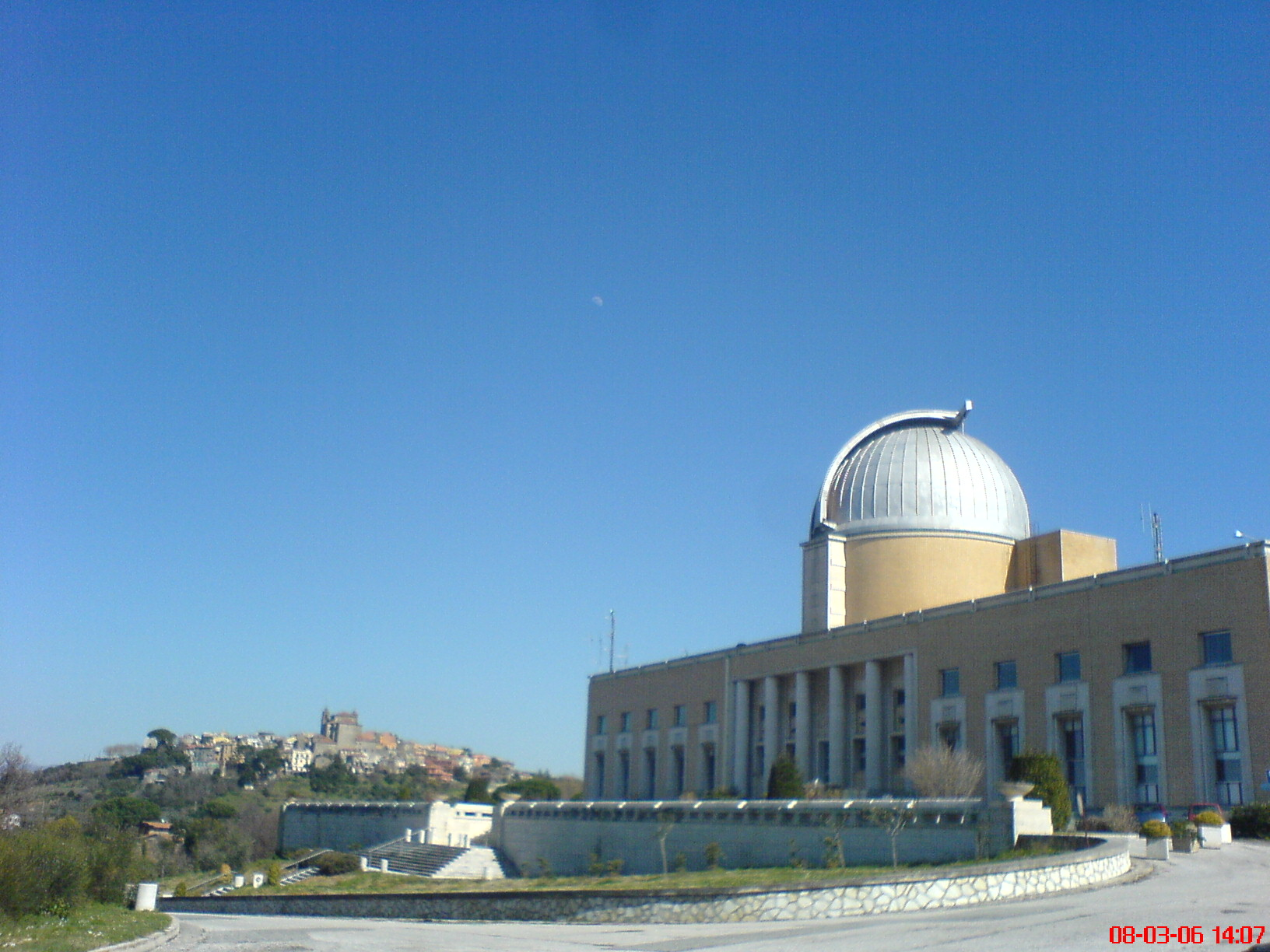
Osservatorio Astronomico di Roma Sede di Monteporzio Catone

Das Osservatorio Astronomico di Roma (OAR; deutsch Astronomisches Observatorium Rom) ist ein astronomisches Observatorium in Rom, Italien und gehört zum Istituto Nazionale di Astrofisica. Es hat zwei Standorte, auf dem Monte Mario (41° 55′ 20,9″ N, 12° 27′ 8,9″ O), der das INAF beherbergt, in Monte Porzio Catone (41° 48′ 42,7″ N, 12° 42′ 19,2″ O), 30 km östlich von Rom.
Früher gab es auch ein Observatorium auf dem Kapitol (Rom), das 1958 durch Feuer zerstört wurde. Schon 1922 hatte man beschlossen, wegen Lichtverschmutzung und anderen Störungen aus Rom fortzuziehen auf den Monte Mario, wo das Observatorium 1938 eröffnet wurde. Das Observatorium auf dem Monte Porzio Catone wurde 1985 eröffnet und beherbergt ein Museum mit den historischen Instrumenten und eine Bibliothek mit 15000 Bänden.
Neben den staatlichen Observatorien gab es in Rom auch die Vatikanische Sternwarte, die ebenfalls wegen Lichtverschmutzung aus Rom nach Castel Gandolfo wegzog.